# Campeonato Gaúcho de Futebol de 1926
O Campeonato Gaúcho de Futebol de 1926 foi a sexta edição da competição realizada no Estado do Rio Grande do Sul. A fórmula da disputa continuava a mesma do ano anterior, os campeões das regiões enfrentavam-se em jogos eliminatórios para disputar o título. O campeão deste ano foi o Grêmio.

## Participantes
| Equipe       | Cidade           | Campeão Regional | Participação | Participação | Participação | Melhor campanha   |
| Equipe       | Cidade           | Campeão Regional | Consec       | Total        | Última       | Melhor campanha   |
| ------------ | ---------------- | ---------------- | ------------ | ------------ | ------------ | ----------------- |
| Guarany      | Bagé             | Sul              | 1ª           | 2ª           | 1920         | Campeão (1920)    |
| Guarany      | Cachoeira do Sul | Serra            | 1ª           | 1ª           | —            | —                 |
| Grêmio       | Porto Alegre     | Metropolitana    | 6ª           | 6ª           | 1925         | Campeão (2 vezes) |
| Independente | Livramento       | Fronteira        | 1ª           | 1ª           | —            | —                 |
| Lajeadense   | Lajeado          | Nordeste         | 1ª           | 1ª           | —            | —                 |

## Tabela
|  | Preliminar     | Preliminar |                 |        | Semifinais           | Semifinais   |       |  | Final | Final |  |  |
|  | 23 de novembro |            |                 |        |                      |              |       |  |       |       |  |  |
|  |                |            |                 |        |                      |              |       |  |       |       |  |  |
|  | Grêmio         | 8          |                 |        | Guarany de Cachoeira | 2            |       |  |       |       |  |  |
|  |                |            |                 |        | Guarany de Cachoeira | 2            |       |  |       |       |  |  |
|  | Lajeadense     | 3          |                 |        | Grêmio               | 6            |       |  |       |       |  |  |
|  | Lajeadense     | 3          |                 | Grêmio | Grêmio               | 6            | 3 (1) |  |       |       |  |  |
|  |                |            |                 |        |                      |              |       |  |       |       |  |  |
|  |                |            | Guarany de Bagé | 3 (0)  |                      |              |       |  |       |       |  |  |
|  |                |            |                 | 3 (0)  |                      | Independente | 3     |  |       |       |  |  |
|  |                |            |                 |        |                      | Independente | 3     |  |       |       |  |  |
|  |                |            |                 |        | Guarany de Bagé      | 9            |       |  |       |       |  |  |

### Semifinais
| 27 de novembro de 1926 | Guarany de Bagé | 9 – 3 | Independente                            | Porto Alegre (RS) |
|                        | Gol marcado · Gol marcado · Gol marcado · Gol marcado · Gol marcado · Gol marcado · Gol marcado · Gol marcado · Gol marcado |       | Gol marcado · Gol marcado · Gol marcado |                   |

| 2 de dezembro de 1926 | Grêmio                                                                            | 6 – 2 | Guarany de Cachoeira do Sul | Porto Alegre (RS) |
|                       | Gol marcado · Gol marcado · Gol marcado · Gol marcado · Gol marcado · Gol marcado |       | Gol marcado · Gol marcado   |                   |

### Final
| 5 de dezembro de 1926 | Grêmio                                              | 3[1] – 3[0] | Guarany de Bagé        | Chácara das Camélias, Porto Alegre (RS) |
|                       | Esperança · Domingos · Coró (tempo normal) (prorr.) |             | Pardo · Omar · Nicanor | Árbitro: Miguel Fontes                  |

|  | Grêmio | Guarany de Bagé |

| GRÊMIO:    |  |               |  |
|            |  |               |  |
| G          |  | Lara          |  |
| Z          |  | Sardinha      |  |
| Z          |  | Adroaldo      |  |
| M          |  | Pitoco        |  |
| M          |  | Adão Lima     |  |
| M          |  | Carrilho      |  |
| A          |  | Domingos      |  |
| A          |  | Coró          |  |
| A          |  | Luiz Carvalho |  |
| A          |  | Esperança     |  |
| A          |  | Nenê          |  |
| Treinador: |  |               |  |
|            |  |               |  |

| GUARANY DE BAGÉ: |  |           |  |
|                  |  |           |  |
|                  |  |           |  |
| G                |  | Médici    |  |
| Z                |  | Avancini  |  |
| Z                |  | Antônio   |  |
| M                |  | Brignol   |  |
| M                |  | Magno     |  |
| M                |  | Fidelcino |  |
| A                |  | Souza     |  |
| A                |  | Pardo     |  |
| A                |  | Omar      |  |
| A                |  | Genny     |  |
| A                |  | Nicanor   |  |
| Treinador:       |  |           |  |
|                  |  |           |  |

| Gauchão 1926               |
| -------------------------- |
| Grêmio Campeão (3º título) |